# Betty Stöve

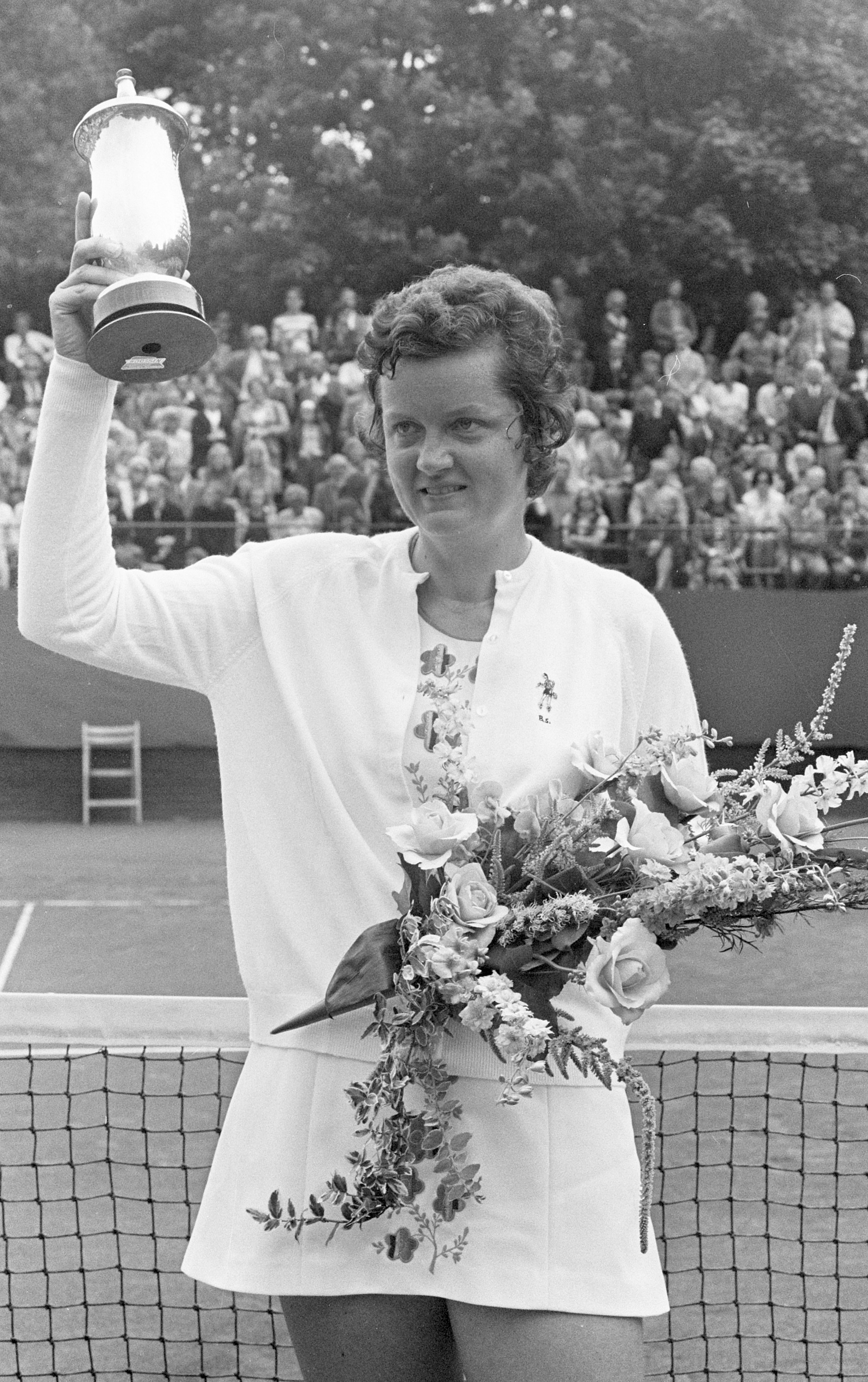
Betty Stöve in 1972

Betty Filippina Stöve (Rotterdam, 24 juni 1945) is een tenniscoach en voormalig toptennisspeelster uit Nederland.

## Loopbaan
In 1971 en 1972 won Stöve op 't Melkhuisje in Hilversum het gemengd dubbelspel met Jean-Claude Barclay respectievelijk Bob Howe. In 1972 en 1973 won zij op 't Melkhuisje het damesenkelspel, en bovendien het damesdubbelspel met de Belgische Michèle Gurdal respectievelijk de Duitse Helga Masthoff. In 1976 won zij in Tokio de Toray Sillook Open – in de finale versloeg zij de Australische Margaret Court.
In 1977 haalde Stöve, na onder meer de als tweede geplaatste Martina Navrátilová te hebben verslagen, de finale van het damesenkelspel op Wimbledon, die zij verloor van de Engelse Virginia Wade.
Als dubbelspeelster was zij succesvoller. Zij won tien grandslamtoernooien, waarvan zes in het vrouwendubbelspel en vier in het gemengd dubbelspel. In 17 grandslamtoernooien stond zij in de finale, waarvan acht in het vrouwendubbelspel en negen in het gemengd dubbelspel. In 1972 won zij in het vrouwendubbelspel zowel Wimbledon, Roland Garros als het US Open. Ook won zij twee keer het dubbelspel van het toernooi dat nu bekendstaat als de WTA Tour Championships. Dit is het afsluitende toernooi aan het eind van het tennisseizoen, waaraan alleen de acht beste dubbelspelduo's van het desbetreffende seizoen mogen meedoen. In 1977 deed zij dit samen met Martina Navrátilová en twee jaar later met Françoise Dürr.
In haar topjaar 1977 werd zij in Nederland verkozen tot Sportvrouw van het jaar.
Na haar actieve carrière was Betty Stöve actief als coach. Zo trainde zij Hana Mandlíková en Kristie Boogert. Ook was zij jarenlang voorzitter van de WTA Tour Players Association.

## Grandslamfinales

### Enkelspel
| toernooi  | jaar | tegenstandster | uitslag     | resultaat |
| --------- | ---- | -------------- | ----------- | --------- |
| Wimbledon | 1977 | Virginia Wade  | 4-6 6-3 6-1 | verlies   |

### Vrouwendubbelspel
| toernooi      | jaar | partner             | resultaat |
| ------------- | ---- | ------------------- | --------- |
| Roland Garros | 1972 | Billie Jean King    | winst     |
| Roland Garros | 1973 | Françoise Dürr      | verlies   |
| Roland Garros | 1979 | Wendy Turnbull      | winst     |
| Wimbledon     | 1972 | Billie Jean King    | winst     |
| Wimbledon     | 1973 | Françoise Dürr      | verlies   |
| Wimbledon     | 1975 | Françoise Dürr      | verlies   |
| Wimbledon     | 1976 | Billie Jean King    | verlies   |
| Wimbledon     | 1977 | Martina Navrátilová | verlies   |
| Wimbledon     | 1979 | Wendy Turnbull      | verlies   |
| US Open       | 1972 | Françoise Dürr      | winst     |
| US Open       | 1974 | Françoise Dürr      | verlies   |
| US Open       | 1977 | Martina Navrátilová | winst     |
| US Open       | 1979 | Wendy Turnbull      | winst     |
| US Open       | 1980 | Pam Shriver         | verlies   |

### Gemengd dubbelspel
| toernooi      | jaar | partner           | resultaat |
| ------------- | ---- | ----------------- | --------- |
| Roland Garros | 1973 | Patrice Dominguez | verlies   |
| Roland Garros | 1981 | Fred McNair       | verlies   |
| Wimbledon     | 1975 | Allan Stone       | verlies   |
| Wimbledon     | 1977 | Frew McMillan     | verlies   |
| Wimbledon     | 1978 | Frew McMillan     | winst     |
| Wimbledon     | 1979 | Frew McMillan     | verlies   |
| Wimbledon     | 1981 | Frew McMillan     | winst     |
| US Open       | 1971 | Rob Maud          | verlies   |
| US Open       | 1976 | Frew McMillan     | verlies   |
| US Open       | 1977 | Frew McMillan     | winst     |
| US Open       | 1978 | Frew McMillan     | winst     |
| US Open       | 1979 | Frew McMillan     | verlies   |
| US Open       | 1980 | Frew McMillan     | verlies   |

## Resultaten grandslamtoernooien
| Legenda | Legenda                          |
| ------- | -------------------------------- |
| g.t.    | geen toernooi gehouden           |
| l.c.    | lagere categorie                 |
| –       | niet deelgenomen                 |
| G       | uitgeschakeld in de groepsfase   |
| 1R      | uitgeschakeld in de eerste ronde |
| 2R      | uitgeschakeld in de tweede ronde |
| 3R      | uitgeschakeld in de derde ronde  |
| 4R      | uitgeschakeld in de vierde ronde |
| KF      | uitgeschakeld in de kwartfinale  |
| HF      | uitgeschakeld in de halve finale |
| F       | de finale verloren               |
| W       | het toernooi gewonnen            |
| w-v     | winst/verlies-balans             |

### Enkelspel
| Toernooi        | 1964 | 1965 | 1966 | 1967 |    | 1969 | 1970 | 1971 | 1972 | 1973 | 1974 | 1975 | 1976 | 1977 | 1977 | 1978 | 1979 | 1980 | 1981 | 1982 |
| --------------- | ---- | ---- | ---- | ---- | -- | ---- | ---- | ---- | ---- | ---- | ---- | ---- | ---- | ---- | ---- | ---- | ---- | ---- | ---- | ---- |
| Australian Open | –    | –    | –    | 3R   | –  | –    | –    | –    | –    | –    | –    | –    | –    | –    | –    | –    | 3R   | 2R   | 2R   |      |
| Roland Garros   | –    | 3R   | –    | 2R   | –  | 1R   | 3R   | 3R   | 3R   | –    | –    | –    | –    | –    | –    | 3R   | 2R   | 1R   | 2R   |      |
| Wimbledon       | 2R   | 1R   | 3R   | 2R   | 2R | 2R   | 2R   | 4R   | 1R   | 1R   | KF   | 4R   | F    | F    | 4R   | 4R   | 3R   | 2R   | –    |      |
| US Open         | 1R   | –    | –    | –    | –  | –    | 1R   | 3R   | 2R   | 2R   | 2R   | 1R   | HF   | HF   | 4R   | 2R   | 1R   | 1R   | 1R   |      |

### Vrouwendubbelspel
| Toernooi        | 1965 | 1966 | 1967 |    | 1969 | 1970 | 1971 | 1972 | 1973 | 1974 | 1975 | 1976 | 1977 | 1977 | 1978 | 1979 | 1980 | 1981 | 1982 | 1983 | 1984 | 1985 |
| --------------- | ---- | ---- | ---- | -- | ---- | ---- | ---- | ---- | ---- | ---- | ---- | ---- | ---- | ---- | ---- | ---- | ---- | ---- | ---- | ---- | ---- | ---- |
| Australian Open | –    | –    | HF   | –  | –    | –    | –    | –    | –    | –    | –    | –    | –    | –    | –    | KF   | KF   | 2R   | 1R   | –    | –    |      |
| Roland Garros   | 3R   | –    | 2R   | –  | KF   | KF   | W    | F    | –    | –    | –    | –    | –    | –    | W    | HF   | 3R   | 3R   | 1R   | –    | –    |      |
| Wimbledon       | KF   | 2R   | 3R   | 3R | 3R   | 1R   | W    | F    | KF   | F    | F    | F    | F    | 3R   | F    | KF   | –    | 2R   | 2R   | 1R   | –    |      |
| US Open         | –    | –    | –    | –  | –    | KF   | W    | KF   | F    | HF   | KF   | W    | W    | 1R   | W    | F    | 3R   | 3R   | 1R   | 1R   | 1R   |      |

### Gemengd dubbelspel
| Australian Open | –  | 2R | –  | geen toernooi | geen toernooi | geen toernooi | geen toernooi | geen toernooi | geen toernooi | geen toernooi | geen toernooi | geen toernooi | geen toernooi | geen toernooi | geen toernooi | geen toernooi | geen toernooi | geen toernooi | geen toernooi | geen toernooi | geen toernooi |
| Roland Garros   | 2R | 1R | –  | –             | –             | 2R            | F             | –             | –             | –             | –             | –             | –             | HF            | –             | F             | –             | 2R            | –             | –             | 1R            |
| Wimbledon       | 2R | 3R | KF | 4R            | KF            | KF            | 3R            | –             | F             | HF            | F             | F             | W             | F             | HF            | W             | 3R            | 1R            | 1R            | 1R            | 1R            |
| US Open         | –  | –  | –  | –             | F             | KF            | 1R            | 1R            | 2R            | F             | W             | W             | W             | F             | F             | 2R            | 1R            | –             | 2R            | –             | –             |

## Golf
Betty Stöve heeft nooit golfles gehad, maar met haar balgevoel heeft zij zichzelf het spel aangeleerd en handicap 6 gehaald. Zij noemt het haar 'molenwiek-techniek'.

## Trivia
- De Nederlandse band Bettie Serveert heeft zich vernoemd naar het gelijknamige, door Stöve geschreven boek.
- Koningin Elizabeth II van het Verenigd Koninkrijk woonde de Wimbledon-finale tegen Virginia Wade bij. Dit zou de laatste keer zijn dat zij aanwezig was bij een Wimbledon-toernooi tot zij de wedstrijd in de tweede ronde van Andy Murray tegen Jarkko Nieminen bijwoonde op 24 juni 2010.[1]